# Distrito de Víctor Larco Herrera
El distrito de Víctor Larco Herrera, originalmente y hasta 1955 llamado distrito de Buenos Aires, es uno de los doce que conforman la provincia de Trujillo, ubicada en el departamento de La Libertad en el Norte del Perú. Se ubica sobre una planicie a orillas del océano Pacífico y se encuentra dentro de la conurbación de la ciudad de Trujillo como uno de los nueve distritos que conforman el área conocida como Trujillo Metropolitano. Víctor Larco es el distrito con mayor índice de desarrollo humano (IDH) de la ciudad de Trujillo, según estudio publicado por el Programa de las Naciones Unidas para el Desarrollo.
El distrito integra al balneario de Buenos Aires y a las localidades de Santiago de Huamán y Vista Alegre. El 16 de marzo de 1955 se modificó su nombre por el de Víctor Larco Herrera en memoria del ilustre filántropo trujillano quien fue un benefactor del distrito que está mayoritariamente habitado por familias de clase media-alta y clase alta.
En la actualidad Víctor Larco es un centro urbano comercial y residencial que aún conserva gran parte de áreas verdes; posee zonas comerciales como la Avenida Larco, la Avenida Fátima, etc., zonas residenciales en crecimiento, centros de educación de todo nivel que reúne estudiantes y docentes de diferentes partes del país, atractivos turísticos entre los que destacan el Túnel de los Deseos en el Paseo de las Aguas, la iglesia de Huamán que data de la época colonial, el balneario de Buenos Aires, el Mural de Caballos de Paso, entre otros. Hacia la parte sur del distrito aún se conserva parte de su campiña en la zona cercana al río Moche y su desembocadura en el océano Pacífico.

## Límites
El Distrito de Víctor Larco Herrera limita al:
| Noroeste: Distrito de Huanchaco | Norte: Distrito de Trujillo | Nordeste: Distrito de Trujillo |
| Oeste: Océano Pacífico          |                             | Este: Distrito de Trujillo     |
| Suroeste: Océano Pacífico       | Sur: Océano Pacífico        | Sureste: Distrito de Moche     |

## Elementos de identidad
En Víctor Larco se cultivan tradiciones importantes como la danza de la marinera siendo el artista Víctor El Chino Calderón un exponente y propulsor de este género desde su centro cultural de marinera en Buenos Aires; también es una tradición de muchos años la formación y entrenamiento de caballos de paso que se lleva a cabo principalmente en la Asociación de Criadores y Propietarios de Caballos de Paso de La Libertad que además organiza concursos de alcance regional y nacional de estos ejemplares en la ciudad.

### Símbolos
Bandera y escudo
Víctor Larco posee un escudo distrital creado mediante concurso público realizado en el año 2001 de la gestión del Alcalde Juan José Córdova Zavala (1998 - 2002) en un principio fue gestado por quien fuera el director Municipal José Ventura Rivasplata e impulsado por el Secretario General Carlos Johny Miñano Sánchez, el director de Servicios Sociales Juan Francisco Alvarado Meza y el Regidor Dr. Jorge Luna Herrera. Dicho Concurso tomo en promedio un año aproximado en convocarse, puesto que se empezó a gestar una corriente para un distintivo y ya mediante acuerdo municipal se convoca a concurso público y con la ganador del concurso mediante acuerdo de concejo se oficializa el actual escudo que representa al Distrito de esta municipalidad, que identifica a la ciudad, así como a su distrito. El escudo tiene fondo celeste y representa al distrito ecológico compuesto por los siguientes elementos: mar, sol y aves, un pez, un templo y en la parte superior una corona de laureles encerrando la inscripción del año de creación política del distrito. De esta corona de laureles surgen dos franjas rojas y una franja blanca que enmarcan al escudo. En la franja blanca está escrito en la parte superior el primer nombre que se le dio al distrito: Buenos Aires y en la parte inferior está el nombre actual: Víctor Larco Herrera. El escudo de Víctor Larco es uno de los elementos de identidad del distrito.
Himno
El Himno a Víctor Larco fue escrito por Ramiro Mendoza Sánchez (letra) y Nelson Alfonso Asmat Vega (música) para ser también uno de los símbolos de identificación de la ciudad. Por ello, la municipalidad del distrito está difundiendo la letra y música del himno a través de su sitio web oficial y en ceremonias cívicas que se celebran en el distrito con la interpretación del mismo por bandas de músicos.  El himno está compuesto de 3 estrofas y un coro que expresan un saludo y reconocimiento al distrito Víctor Larco y al ilustre filántropo trujillano Víctor Larco Herrera.

### Toponimia
El distrito lleva su nombre en reconocimiento a uno de sus benefactores, el filántropo trujillano  Víctor Larco Herrera. Anteriormente se le conocía como Buenos Aires que se había asentado a orillas del mar sobre el territorio del antiguo cacicazgo de Santiago de Huamán.

## Historia

### Época precolombina
El territorio que actualmente ocupa Víctor Larco antiguamente fue parte del dominio de las antiguas culturas prehispánicas Moche y Chimú que se desarrollaron extendiendo sus dominios en la costa norte peruana principalmente. Los mochicas fueron considerados los mejores ceramistas precolombinos gracias al fino y elaborado trabajo que realizaron en sus cerámicos. En ellos representaron a divinidades, hombres, animales y escenas significativas de la vida real y referidas a temas ceremoniales y mitos que reflejaban su concepción del mundo, destacándose la asombrosa expresividad, perfección y realismo con que los dotaban. Los chimúes destacaron por orfebrería y su urbanismo representados en la arquitectura de sus edificaciones como por ejemplo la ciudad de Chan Chan, etc..

### SigloXX
Ubicado al suroeste de la ciudad, se formó como balneario desde fines del siglo XIX. Apreciado por su paisaje y clima fresco y benigno, fue bautizado con el nombre de Buenos Aires por Víctor Larco Herrera, ilustre benefactor del distrito que hoy lleva su nombre, quien en 1915 estableció el ferrocarril y posteriormente una doble pista entre Trujillo y el balneario de Buenos Aires, facilitando el transporte de las personas que allí vivían. En ese mismo año don Santiago Morillas construyó el casino que le dio lustre al balneario hasta el cierre en el año 2001. Anexado desde 1919 al caserío de Huamán y a la jurisdicción del distrito de Trujillo (Ley Regional n.º 41), el crecimiento de Buenos Aires se aceleró llegando a ocupar una extensa área en la ribera del mar.
Con un área de 40 km² aproximadamente, el distrito de Víctor Larco Herrera nace por iniciativa de un grupo de moradores, representados por el diputado liberteño Alfredo Pinillos Goicochea quien logró que el congreso de la república propusiera la Ley N.º 9781, que luego fue promulgada por el entonces presidente Manuel Prado Ugarteche, el 21 de enero de 1943, con el nombre de "Distrito de Buenos Aires". Limitaba por el norte con el distrito de Huanchaco, por el este con el antiguo camino real o camino de los incas que lo separaba del distrito de Trujillo, por el sur con Moche y por el oeste con el océano Pacífico.
El 16 de marzo de 1955, siendo Presidente de la República del Perú el General de División EP Manuel Arturo Odría Amoretti se promulgó la Ley N.º 12218, que sustituyó el nombre de Buenos Aires por el de Víctor Larco Herrera, en memoria del filántropo trujillano que con sus bienes apoyó a los primeros moradores del distrito y a la misma ciudad de Trujillo. 
Esta amistad entre los Larco y los Odría de Tarma prevalecería en el tiempo.

## Geografía

### Ubicación
Víctor Larco está situado en la parte suroeste de la provincia de Trujillo a la margen derecha del río Moche el cual es la referencia del límite hacia el sur con Moche. Hacia el oeste limita con el océano Pacífico. Limita hacia el norte con los distritos de Huanchaco y distrito de Trujillo y hacia el este limita también con el distrito de Trujillo.
En el siguiente cuadro se presenta la ubicación geográfica de Víctor Larco Herrera con respecto a los distritos metropolitanos de Trujillo y la distancia aproximada entre plazas de armas de distritos:
| Noroeste: Océano Pacífico, Huanchaco (a 0 y 12 km) | Norte: Huanchaco, Trujillo (a 12 y 4 km) | Nordeste: Trujillo (a 4 km)             |
| Oeste: Océano Pacífico, Huanchaco (a 0 y 12 km)    |                                          | Este: Trujillo (a 4 km)                 |
| Suroeste: Océano Pacífico (a 0 km)                 | Sur: Océano Pacífico, Moche (a 0 y 7 km) | Sureste: Moche, Salaverry (a 7 y 14 km) |

### Hidrografía
El río Moche ubicado justo en los límites de Víctor Larco Herrera con el distrito de Moche desemboca hacia el océano Pacífico en la parte sur del distrito de Víctor Larco; sus aguas fueron utilizadas desde épocas antiguas por los mochicas y chimúes que habitaron esta zona, quienes aprovecharon sus aguas para sus campos de cultivo; en la actualidad forma parte de la Campiña de Moche y sus aguas continúan siendo utilizadas en ésta y también se utilizan para la agricultura en los campos de cultivo de la zona sur de Víctor Larco.

### Clima
| Parámetros climáticos promedio de Victor Larco                                 | Parámetros climáticos promedio de Victor Larco | Parámetros climáticos promedio de Victor Larco | Parámetros climáticos promedio de Victor Larco | Parámetros climáticos promedio de Victor Larco | Parámetros climáticos promedio de Victor Larco | Parámetros climáticos promedio de Victor Larco | Parámetros climáticos promedio de Victor Larco | Parámetros climáticos promedio de Victor Larco | Parámetros climáticos promedio de Victor Larco | Parámetros climáticos promedio de Victor Larco | Parámetros climáticos promedio de Victor Larco | Parámetros climáticos promedio de Victor Larco | Parámetros climáticos promedio de Victor Larco |
| Mes                                                                            | Ene.                                           | Feb.                                           | Mar.                                           | Abr.                                           | May.                                           | Jun.                                           | Jul.                                           | Ago.                                           | Sep.                                           | Oct.                                           | Nov.                                           | Dic.                                           | Anual                                          |
| ------------------------------------------------------------------------------ | ---------------------------------------------- | ---------------------------------------------- | ---------------------------------------------- | ---------------------------------------------- | ---------------------------------------------- | ---------------------------------------------- | ---------------------------------------------- | ---------------------------------------------- | ---------------------------------------------- | ---------------------------------------------- | ---------------------------------------------- | ---------------------------------------------- | ---------------------------------------------- |
| Temp. máx. media (°C)                                                          | 27.5                                           | 28.0                                           | 27.8                                           | 26.3                                           |                                                | 19.8                                           | 19.0                                           | 19.0                                           | 19.7                                           | 21.5                                           | 23.1                                           | 25.3                                           | 23.3                                           |
| Temp. media (°C)                                                               | 23.0                                           | 23.5                                           | 23.2                                           | 21.7                                           | 19.3                                           | 16.9                                           | 16.3                                           | 16.0                                           | 16.6                                           | 17.8                                           | 19.3                                           | 20.9                                           | 19.5                                           |
| Temp. mín. media (°C)                                                          | 18.5                                           | 19.0                                           | 18.5                                           | 17.0                                           | 15.5                                           | 14.0                                           | 13.5                                           | 13.0                                           | 13.5                                           | 14.0                                           | 15.5                                           | 16.5                                           | 15.7                                           |
| Humedad relativa (%)                                                           | 89                                             | 88                                             | 89                                             | 89                                             | 89                                             | 89                                             | 89                                             | 89                                             | 90                                             | 90                                             | 89                                             | 89                                             | 89                                             |
| Fuente n.º 1: accuweather.com                                                  |                                                |                                                |                                                |                                                |                                                |                                                |                                                |                                                |                                                |                                                |                                                |                                                |                                                |
| Fuente n.º 2: Weatherbase Humedad: % promedio de humedad relativa en la mañana |                                                |                                                |                                                |                                                |                                                |                                                |                                                |                                                |                                                |                                                |                                                |                                                |                                                |

## Autoridades

### Municipales
- 2019 - 2022[12]
  - Alcalde: César Augusto Juárez Castillo, de Alianza para el Progreso.
  - Regidores:

  1. Teresa de Jesús Aguilar Ballarte (Alianza para el Progreso)
  2. Luis Oswaldo Ruiz Ahumada (Alianza para el Progreso)
  3. Milton Colbert Minchola Merino (Alianza para el Progreso)
  4. Karina Vanesa Correa Vigo (Alianza para el Progreso)
  5. Paolo César Cueva Chávez (Alianza para el Progreso)
  6. Birila Lucrecia Hilario Jícaro (Alianza para el Progreso)
  7. Víctor Hugo Morán Guerrero (Súmate)
  8. Julio Orlando Salinas Reyes (Partido Aprista Peruano)
  9. Wilmar Alfredo Moreno Fuentes (Partido Democrático Somos Perú)

Alcaldes anteriores
- 2015 - 2018: Carlos Enrique Vásquez Llamo, del Partido Alianza para el Progreso (APP)
- 2011 - 2014:[13] Carlos Enrique Vásquez Llamo, del Partido Alianza para el Progreso (APP).

### Policiales
- Comisario:  PNP.

## Organización política

### Gobierno municipal
El distrito se encuentra gobernado por la Municipalidad de Víctor Larco Herrera, que se rige según lo estipulado en la ley orgánica de municipalidades.  La municipalidad del distrito tiene competencia en temas relativos a su propio territorio distrital.

### Sistema político
El distrito es gobernado por una alcaldía distrital elegida por votación popular cada cuatro años. El alcalde es responsable de la administración pública municipal y de los servicios comunales, es representante político del municipio del distrito y ejerce influencia política en el ámbito de su territorio, por lo cual los lineamientos de sus políticas están dirigidas en ese espacio principalmente.

## Organización
Teniendo autonomía jurídica para su organización en su ámbito correspondiente los principales organismos que componen la Municipalidad de Víctor Larco Herrera son:

### Concejo Municipal
Integrado por el alcalde y los regidores.

### Alcaldía
Es el órgano ejecutivo, cuyo titular es el alcalde. El concejo mediante ordenanza, aprueba el Reglamento de Organización y Funciones de la Alcaldía.

### Gerencias municipales
- Gerencia Municipal

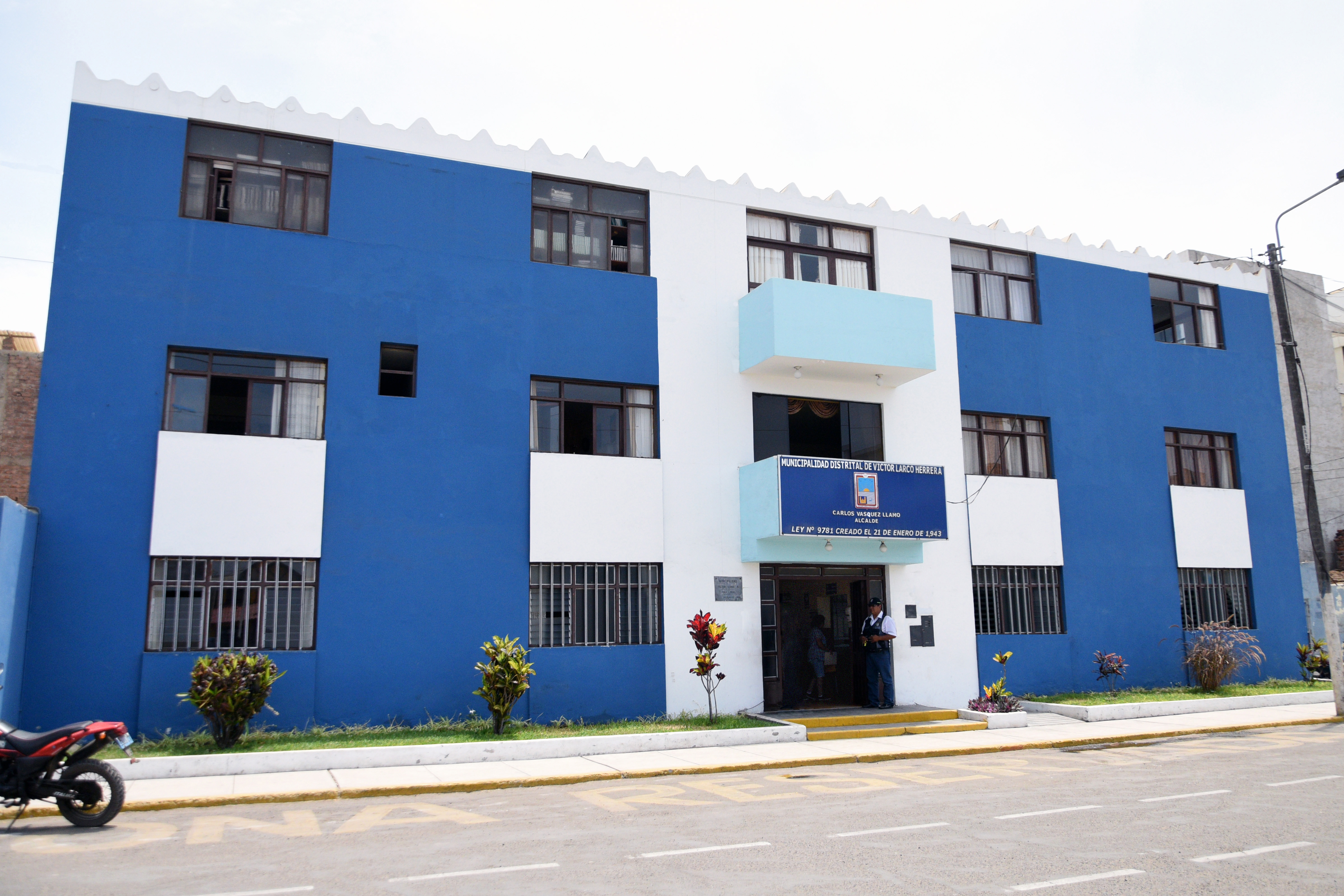
Sede de la Municipalidad Distrital de Víctor Larco Herrera

- Gerencia de Seguridad Ciudadana y Defensa Civil
- Gerencia de Servicios Públicos y Desarrollo Social
- Gerencia de Obras y desarrollo social
- Gerencia de Administración y Finanzas
- Gerencia de Desarrollo Económico Local
- Gerencia de Asesoría Jurídica

## Establecimientos anexos
Algunos de los establecimientos anexos a la sede de la Municipalidad y que se encuentran en diferentes localidades del distrito son:
- Central de Vídeovigilancia, tiene como función el seguimiento de la información grabada por cámaras de seguridad instaladas en diferentes lugares de la localidad. Estas cámaras permiten identificar placas de vehículos y rostros de personas, funciona también como Base de Serenazgo.[17]
- Biblioteca Municipal Indoamérica es un servicio hacia la comunidad de la localidad.
- Edificio de Administración Tributaria es un conjunto de oficinas para el pago de impuestos de los habitantes del distrito.

## Economía

### Manufactura
El distrito Víctor Larco según estudio publicado por el INEI el año 2009 tenía para entonces 146 empresas del sector manufactura lo que representaba en ese año el 2,9 del total de la provincia de Trujillo.

## El distrito en la actualidad
A la fecha es un dinámico distrito con más de 60.000 habitantes, que presenta dos sectores: Por un lado esta la parte baja con el antiguo pueblo y los populosos asentamientos humanos cercano al litoral como Huaman, Liberación Social, etc y en contraste por otro lado las amplias urbanizaciones residenciales  en los sectores más elevados y pudientes de la ciudad como El golf, Palmeras del Golf, Las Palmas, California, etc todos estos cuentan con agencias bancarias, supermercados, farmacias, spa´s, centros comerciales, boutiques, etc.
Aquí también tiene sede "El Golf y Country Club de Trujillo" que cuenta con su campo de Golf y el ya famoso y exclusivo hotel "El Golf" 5 estrellas. Así mismo cuenta con colegios de renombre en la ciudad, también se ubica en el distrito la sede de la Universidad César Vallejo, por último encontramos al balneario de Buenos Aires al final de la av Larco.
El distrito experimento en el año 2009 un aumento de construcción de edificios de departamentos que continúa hasta la actualidad cambiándole drásticamente la cara al distrito en muchas de zonas de su jurisdicción, esto debido al gran auge de la minería y la agroindustria propias de la región  La Libertad.

## Demografía

### Población
Según los resultados del censo de población y vivienda del año 2007; la población total censada del distrito Víctor Larco para ese año era de 55 781 habitantes, existiendo una población urbana de 55.738 habitantes y una población rural de 43 habitantes.
Para el año 2014 el INEI estima una población de 63 317 habitantes distribuidos mayormente en zonas urbanas del distrito.

### Evolución demográfica
En la siguiente tabla se puede observar la evolución demográfica de Víctor Larco Herrera desde el año 1961.
| Evolución demográfica de Víctor Larco Herrera de 1961 a 2007 |                    |                    |                    |                    |                    |                    |                    |
| Distrito                                                     | Población por años | Población por años | Población por años | Población por años | Población por años | Población por años | Población por años |
| Distrito                                                     | 1961               | 1972               | 1981               | 1993               | 2007               |                    |                    |
| Víctor Larco Herrera                                         | 4565               | 14140              | 21001              | 42169              | 55781              |                    |                    |

- Gráfico de evolución demográfica

A continuación se presenta un gráfico de la evolución demográfica de Víctor Larco.
| Gráfica de evolución demográfica de Distrito de Víctor Larco Herrera entre 1961 y 2012              |
| |
| Población entre (1961-2007) según los censos de población del INEI. Población estimada 2014 - INEI. |

### Religión
En la actualidad hacia el año 2012 en Víctor Larco la religión predominante es el cristianismo, como una costumbre religiosa heredada de la cultura española desde la época de la colonia. En este ámbito en el distrito existen diferentes congregaciones que profesan la fe cristiana como por ejemplo la Iglesia católica, los Testigos de Jehová, la Iglesia de Jesucristo de los Santos de los Últimos Días o también llamados mormones, la iglesia pentecostal, etc. Todas estas congregaciones cristianas tienen sus templos en diferentes partes del distrito y existen varios templos de estas congregaciones como el templo de la iglesia de los Santos de los últimos días ubicado en la avenida Larco, templos católicos como por ejemplo la Iglesia de Huamán que data de la época colonial y que está ubicada en la plaza principal del antiguo pueblo de Santiago de Huamán, etc. Una de las tradiciones más representativas del cristianismo en Víctor Larco que se organiza cada año es la celebración de la fiesta patronal del Señor de Huamán que reúne a gran cantidad de fieles cristianos en el histórico santuario del tradicional pueblo de Huamán.

#### Templos principales
Entre los templos religiosos del cristianismo más importantes de Víctor Larco se encuentran:
- Parroquia Santuario Señor de Huamán, ubicada en la plaza principal del histórico pueblo de Huamán.
- Parroquia Nuestra Señora de Fátima, ubicada en la Avenida Fátima.
- Iglesia de Vista Alegre, ubicada en la plaza mayor de la localidad de Vista Alegre.
- Iglesia Santa Rosa, ubicada en localidad de Buenos Aires Centro.
- Iglesia San Antonio María Claret
- Iglesia Adventista de Víctor Larco
- Iglesia de los Santos de los Últimos Días, ubicado en una esquina de la intersección de la avenida Larco con la avenida Dos de mayo.

## Atractivos turísticos

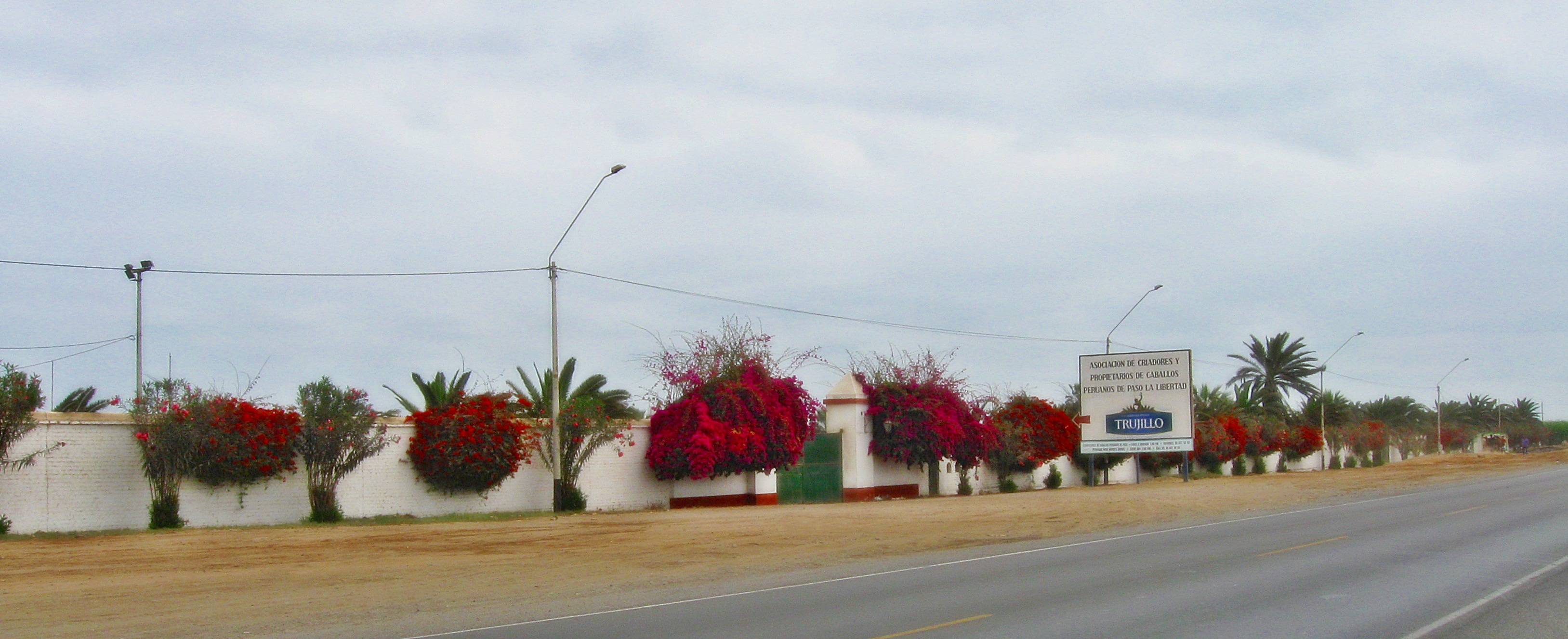
Asociación de criadores y propietarios de Caballos de Paso de La Libertad, ubicado en Buenos Aires Norte en la vía de evitamiento de la ciudad

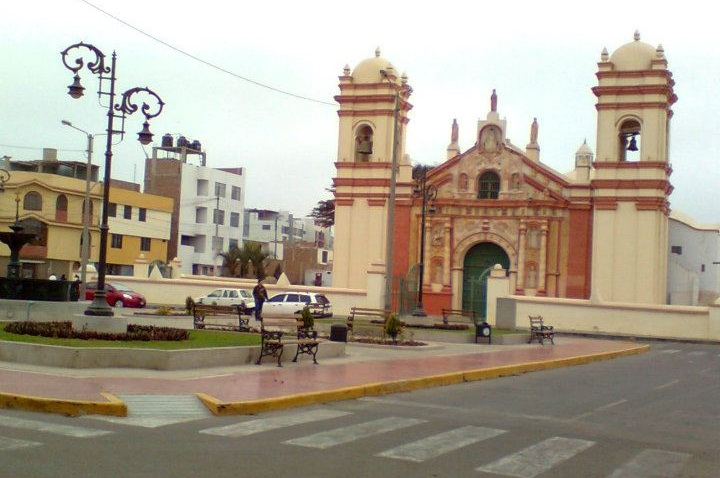
Iglesia de Huamán, se ubica en el antiguo pueblo de Santiago de Huamán

Entre los principales atractivos turísticos se encuentran:
- Parroquia Santuario Señor de Huamán, la más antigua de la región con un estilo barroco mestizo predominante; así mismo la Plaza Mayor de Huamán.

- El malecón de Buenos Aires al final de la Av. Larco.

- La Avenida Larco, de gran movimiento comercial debido a la concentración en ésta gran cantidad de negocios.

- El Paseo de las Aguas, tiene como uno de sus atractivos El Túnel de los Deseos formado por arcos de agua con efectos multicolor; También tiene como atractivo importante una pileta lúdica recreativa con surtidores de hilos de agua multicolor dispuestos en forma circular con espacios para que las personas puedan desplazarse dentro de la pileta. Se ubica en el cruce de la Avenida Larco con la avenida Víctor Raúl Haya de la Torre, muy cerca de la universidad César Vallejo.

- Asociación de Criadores y Propietarios de Caballos de Paso de La Libertad, ubicada en el kilómetro 569 de la vía de evitamiento, ofrece exhibiciones de sus mejores exponentes de caballos de paso al público. Además, organiza concursos de caballos de paso a nivel regional y nacional.

- La Plaza de Armas de Víctor Larco, en el centro de esta plaza se encuentra una pileta ornamental y en una de las vías que forman la plaza se ubica la sede de gobierno del distrito de Víctor Larco.

- La Plaza Cívica de Vista Alegre ubicada en la parte central de la localidad de Vista Alegre  en esta plaza se encuentra el hospital distrital y la iglesia de Vista Alegre.

- El Mural de caballos de paso se encuentra ubicado en la calle El Palmar de la urbanización Palmeras del Golf, rinde homenaje a los tradicionales jinetes trujillanos y de la región denominados chalanes. Recientemente restaurada esta obra se construyó inicialmente hace 35 años a iniciativa de la familia Ganoza, dando toda una tradición e importancia a la crianza y cuidado del caballo de paso en la ciudad.

- El Arco de El Golf ubicado en la avenida el golf, forma parte del circuito turístico de Víctor Larco.

- Virgen de la medalla milagrosa, se ubica en la avenida Larco con la intersección de la Avenida Fátima a la entrada del distrito por la avenida Larco.

- Óvalo de la Marinera, ubicado en el tramo final de la avenida El Golf.

- El Parque California, se ubica en la urbanización California.

- Alameda Santa Rosa, está ubicada en la calle del mismo nombre y a espaldas de la Iglesia Santa Rosa en el sector Buenos Aires Centro.

|                   |
| El Paseo de Aguas |

|                                                                                        |
| Reinas del Festival Internacional de la Primavera en el paseo de aguas de Víctor Larco |

|                                    |
| Pileta lúdica en el Paseo de Aguas |

|                        |
| El Túnel de los Deseos |

|                                          |
| Chalanes trujillanos en Caballos de Paso |

|                                 |
| Guaripolas dando un espectáculo |

|                                                   |
| Concurso Miss Internacional en Santiago de Huamán |

|                                                |
| Miss Internacional en la Plaza Mayor de Huamán |

## Cultura

### Festividades

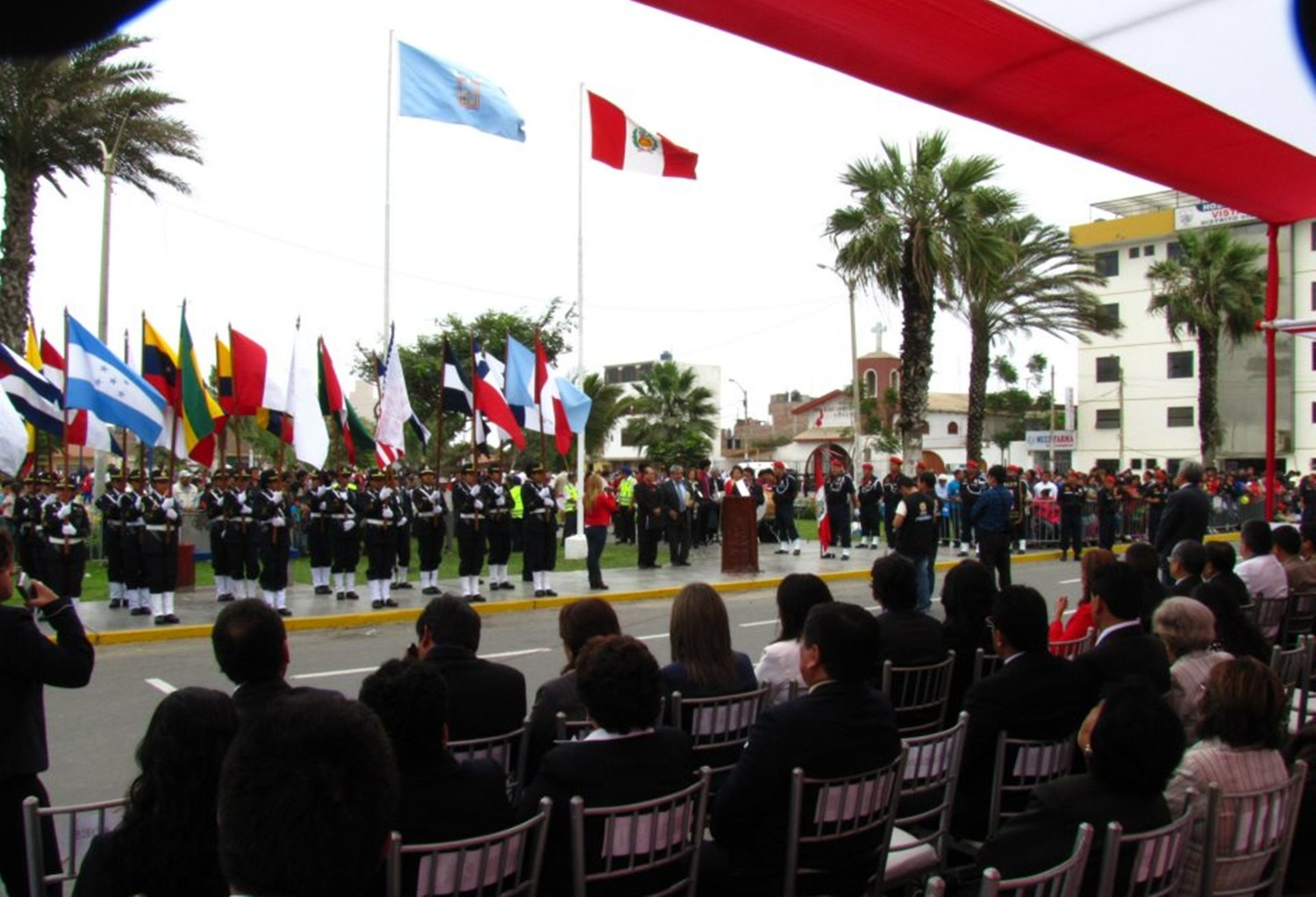
Ceremonia de celebración cívica con autoridades del distrito en la Plaza Mayor de Vista Alegre, en la parte superior se observa izada la bandera del distrito de Víctor Larco, junto a la bandera peruana

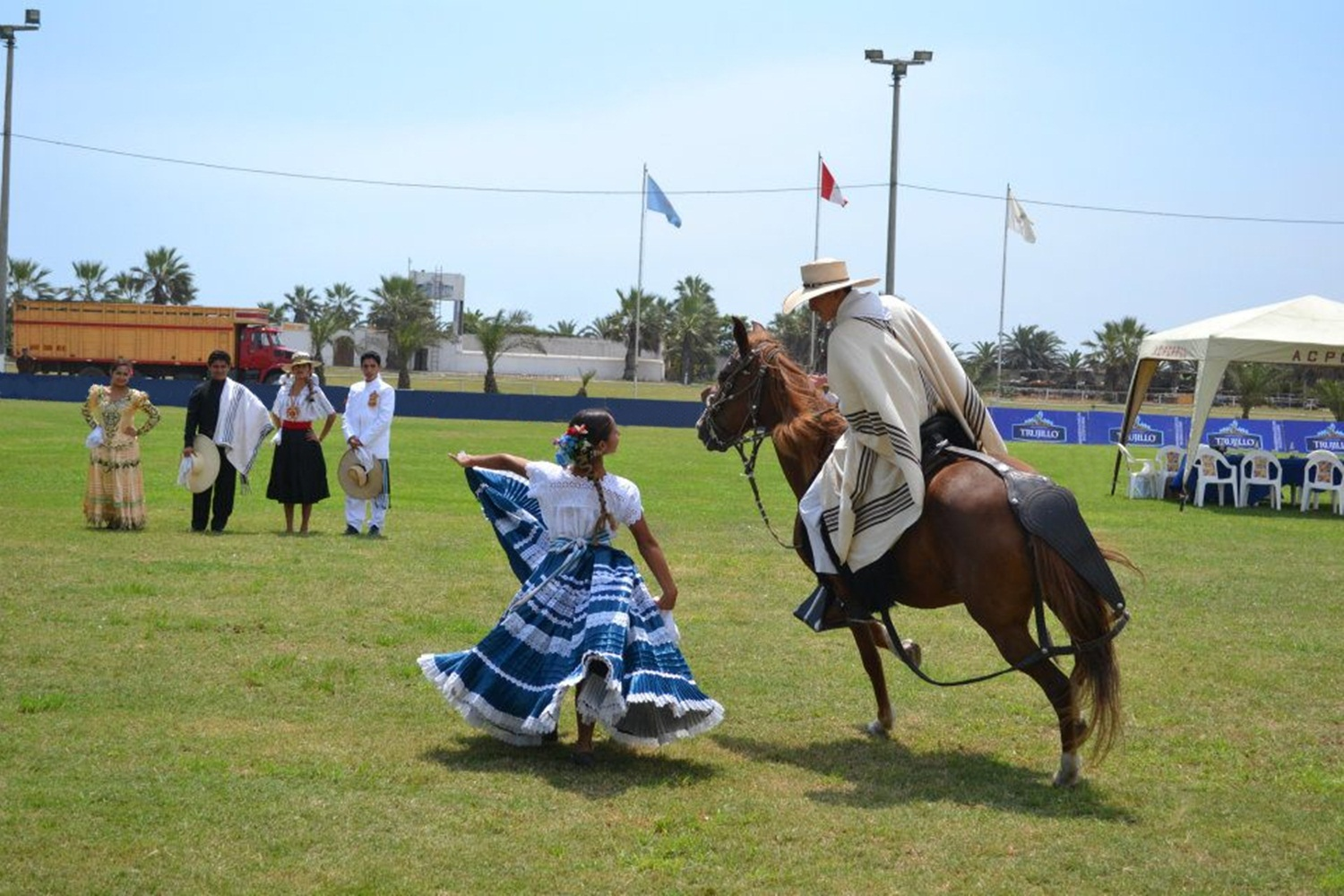
Concurso de Caballos de Paso en la Asociación de Criadores y Propietarios de Caballos de Paso de La Libertad

Entre las festividades principales que se celebran en Víctor Larco se cuentan:
- Fiestas patronales del Señor del Mar, esta celebración llega tras culminar la festividad del Señor de Huamán patrono también del pueblo tradicional de  Huamán. Se celebra todos los años en el mes de junio, sus pobladores realizan una fiesta, a la cual acuden turistas de diversos puntos del país. En la actualidad puede resultar curioso que Huamán celebre al Señor del Mar, uniéndose a los pescadores de Huanchaco que siempre lo festejaron. Pero sucede que hace un par de siglos Huamán también tenía calas de pesca. En la festividad celebrada en junio se tiene lugar una solemne bajada del Señor del Mar, iniciando así las fiestas que culminan el domingo 7de junio, con el día central que incluye diversos eventos como por ejemplo un desayuno para niños, la tradicional maratón, que cada año supera el número y la calidad de sus participantes, etc.[24]

- Aniversario de fundación de Víctor Larco, se celebra la semana de aniversario del distrito del 16 al 21 de enero con variadas festividades siendo el día de celebración central el 21 de enero en la Plaza Mayor de Vista Alegre.

- Fiestas patronales del Señor de Huamán

AP|Señor de Huamán
El origen de esta tradición data de hace más 300 años. Es una festividad religiosa que concita el interés de fieles y turistas que acuden al histórico templo del pueblo de Santiago de Huamán. La celebración de la festividad se realiza desde 13 hasta el 27 mayo en honor al Señor de Huamán, patrono del sector de Huamán, en el distrito de Víctor Larco; se realizan novenas, Santo Rosario y confesiones ofrecidas por sus fieles devotos. Las celebraciones también incluyen mañanas y tardes deportivas. El día central, el 26 o 27 de mayo se realiza quema de 21 camaretazos, izamiento de pabellón, solemne misa de fiesta que es presidida por el arzobispo de Trujillo; también se realiza una procesión de la sagrada imagen y entrada a su parroquia con banda de músicos y bandas típicas. Según la tradición, un domingo unos pescadores se dirigieron a los totorales de la playa vieja conocida como “La Bocana” y encontraron tres baúles que sacaron pesadamente hasta la orilla. En uno de los baúles descubrieron ropas de cura, en el segundo ropas de santo y en el tercer baúl la imagen del Señor en partes. Trasladaron todo al pueblo donde armaron y vistieron la sagrada imagen. Uno de los hombres de mar al despertar exclamó ¡Señor de Huamán, sálvanos! y le pusieron ese nombre. El obispo de Trujillo al conocer el hallazgo mandó construir una capilla en el lugar del descubrimiento pero apareció destruido. Lo volvieron a rehacer más allá pero también fue destruido, luego los nativos y pescadores decidieron construirla en el pueblo de Huamán, siendo la primera iglesia de La Libertad de bello estilo barroco mestizo.
- Señor de Ramos se celebra en el mes de marzo en Buenos Aires.

- Señor de los Milagros se celebra el 18 de octubre en Vista Alegre.

- Santa Rosa se celebra del 19 al 30 de agosto en Buenos Aires y Huamán

### Folklore

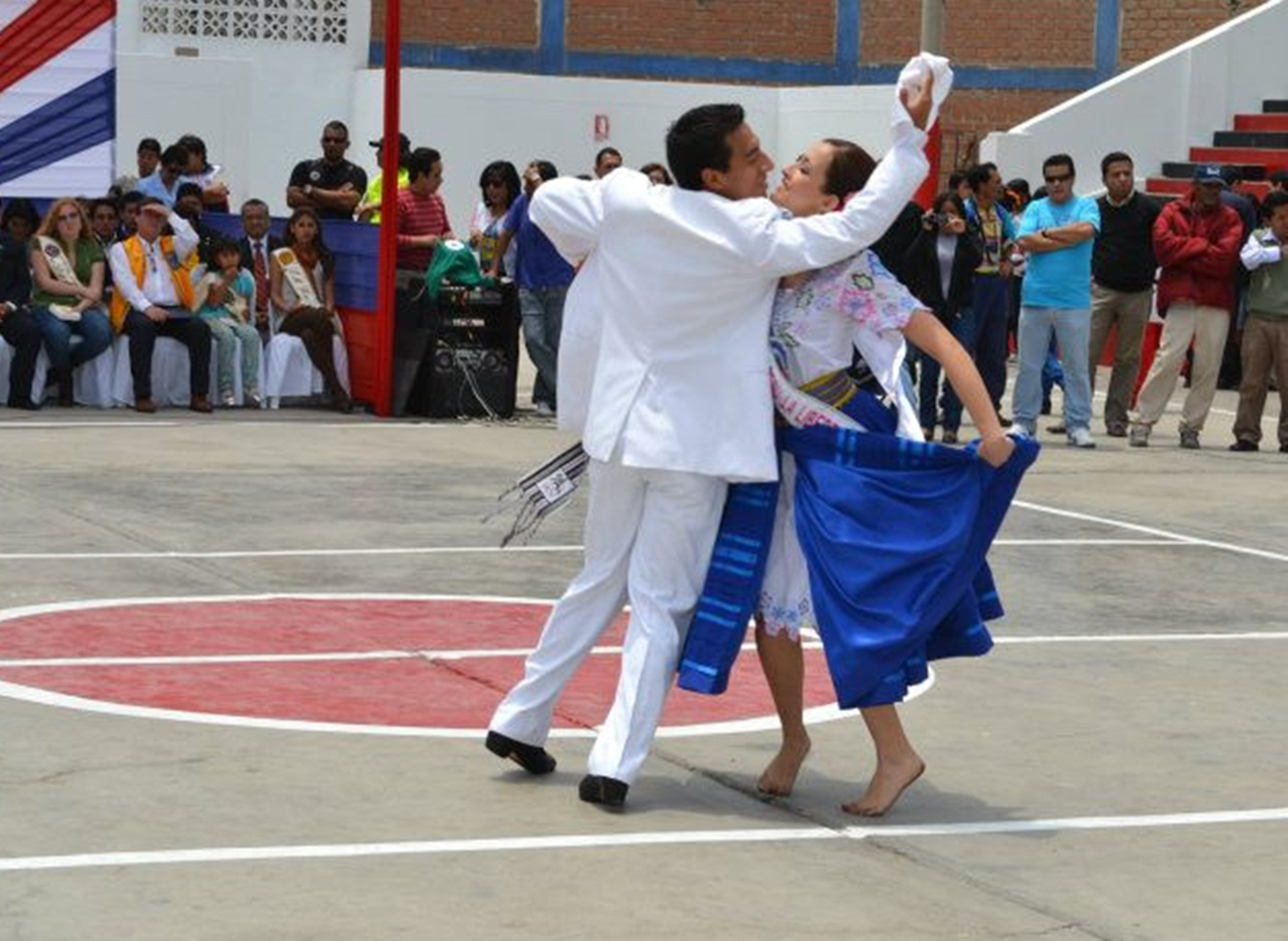
Pareja bailando marinera en Víctor Larco Herrera

El baile tradicional que se cultiva en Víctor Larco es la marinera, uno de los personajes que ha impulsado esta danza en la ciudad es Víctor El Chino Calderón. También es importante la crianza y entrenamiento de caballos de paso.

## Educación

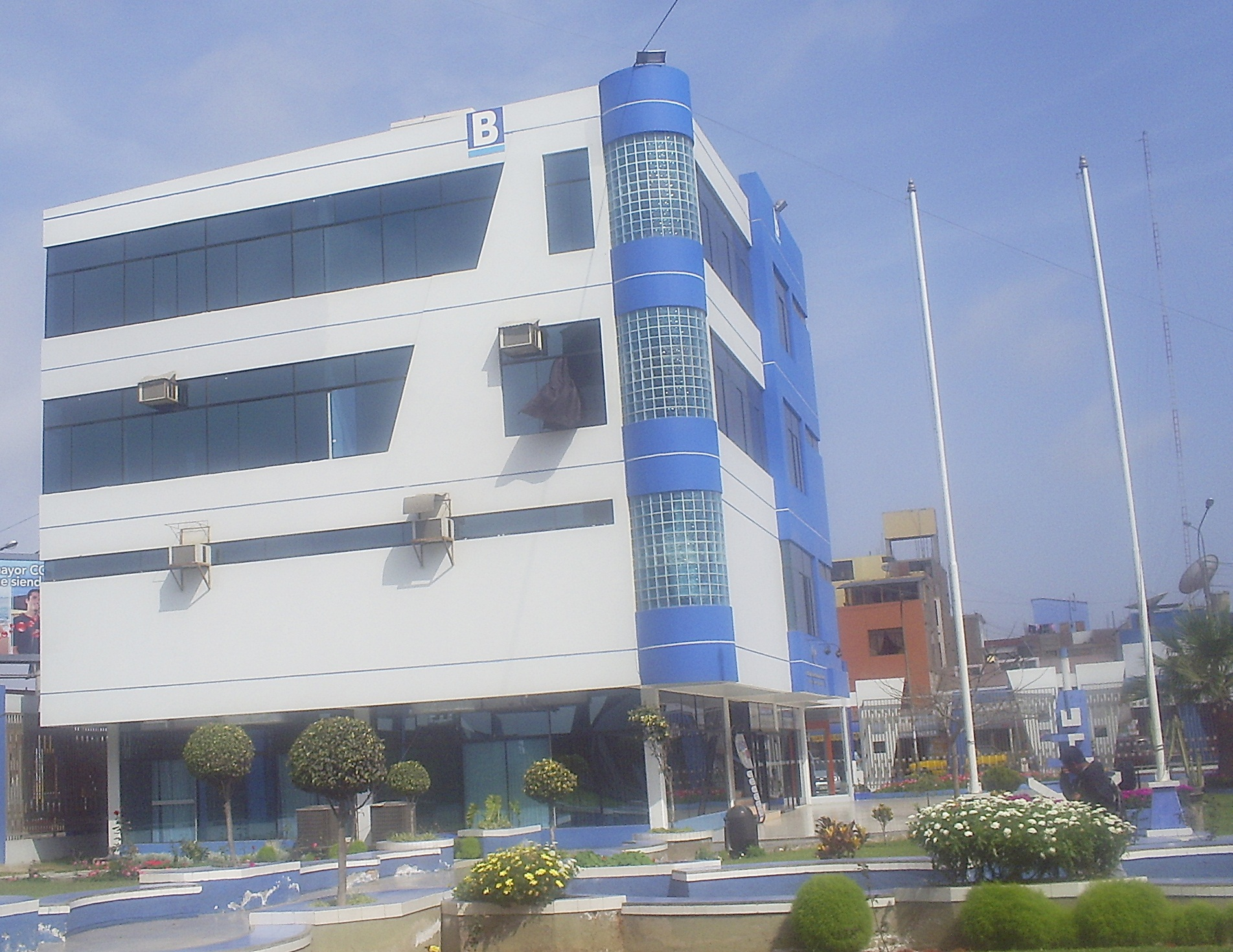
Oficina de admisión de la sede principal de la Universidad César Vallejo, en el distrito de Víctor Larco

En el distrito de Víctor Larco Herrera según estudio publicado por el INEI en el año 2009 presenta una tasa de analfabetismo de 2.1% En el distrito se ubican centros de educación de los diferentes niveles académicos de formación educativa inicial, primaria, secundaria y superior.

### Educación primaria y secundaria
Entre los centros educativos de nivel primario y secundario existen los siguientes:
- La Inmaculada, colegio católico ubicado en la avenida Los Ángeles n.º 328 en la localidad de California.
- Santa Edelmira, colegio de nivel primario y secundario ubicado en la calle Las Orquídeas 371 en la localidad del mismo nombre, en una intersección con la avenida Huamán.
- Víctor Larco, en la calle Hipólito Unanue 300, en Vista Alegre.
- Augusto Alva Ascurra ubicado en la prolongación de la avenida Huaman.
- José Antonio Encinas se encuentra ubicado en la avenida Bolivia 489 en Buenos Aires Centro.
- Alfred Nobel localizado frente al Paseo de Aguas en la avenida Larco n.º 1901, Santa Edelmira.
- Cristiano Elliot, en la avenida Larco n.º 968 en la localidad de San Andrés.
- Integridad, ubicado en la una esquina de las calles Rubén Darío y John Kennedy en la localidad de Vista Alegre.
- Jesús de Nazarethen la avenida Larco n.º 891 localidad de San Andrés etapa V.
- Los Sauces, ubicado en la Mz A lote 34-35 en el sector Los Sauces.
- Max Planck College, ubicado en la calle Las Moreras 460-468, California.
- Nuestra Señora de Fátima, en el jirón Los Tilos n.º 149, California.
- San José Obrero, ubicado en la calle Los Claveles n.º 112, California.
- San Silvestre, en la calle Ayacucho 441, Vista Alegre.
- Tercer Milenio, ubicado en la avenida Huaman 186, Vista Alegre.
- Víctor Raúl Haya de la Torre, en el jirón Miguel Grau 613, Buenos Aires Norte.
- Andrés Avelino Cáceres en la calle Simón Bolívar n.º 300, Vista Alegre.
- Interamericano, en la calle Los Laureles 279, California.

### Educación superior
Centros de educación superior que en la actualidad funcionan en Víctor Larco:
- Universidad César Vallejo (UCV) (Sede principal)[28]

Esta universidad es parte del consorcio de universidades más grande del país constituido por la Universidad César Vallejo, "Universidad Señor de Sipán" y la "Universidad Autónoma del Perú"; su sede principal se ubica en la cuadra 17 de la avenida Larco en el distrito de Víctor Larco Herrera. Fue fundada por el ingeniero César Acuña Peralta en 1991. Actualmente esta universidad tiene seis filiales en el país y se proyecta a la internacionalización en la ciudad de Miami. Esta universidad también posee varios equipos de vóley y de fútbol propios, el principal de ellos es el Club Deportivo Universidad César Vallejo, que en el año 2012 participa en el torneo de primera división del fútbol peruano.
- TECSUP

Es un instituto de formación tecnológica en carreras de ingeniería. Se ubica en la avenida Dos de mayo o vía de evitamiento.
- SENATI

Aquí puedes conocer todos lo Cursos y Carreras que ofrece el Senati.
Senati es un instituto de formación tecnológica con sede central en la Región La Libertad en el distrito La Esperanza y posee un local del Programa de Capacitación Profesional brindado por este instituto en la cuadra 8 de la avenida Larco orientado a la capacitación en confexiones textiles.
A continuación se presenta un cuadro con un resumen de centros educativos en el distrito de Víctor Larco Herrera.
| Centros educativos en Víctor Larco hasta el año 2009 |                           |                           |                             |                             |                                             |                              |                                             |               |     |
| Distrito                                             |                           |                           |                             |                             |                                             |                              |                                             |               |     |
| Nivel inicial                                        | Nivel primaria de menores | Nivel primaria de adultos | Nivel secundaria de menores | Nivel secundaria de adultos | Nivel superior no universitaria ocupacional | Nivel superior universitaria | Nivel superior no universitaria tecnológica | Total centros |     |
| Víctor Larco Herrera                                 | 61                        | 28                        | 3                           | 15                          | 4                                           | 4                            | 1                                           | 1             | 117 |

## Localidades
En el distrito de Víctor Larco Herrera existen las siguientes localidades llamadas comúnmente barrios o urbanizaciones:
- Buenos Aires, esta localidad y balneario se ubica a orillas del Océano Pacífico. Se sub-divide en tres zonas: Buenos Aires Sur que se extiende hasta el límite con el Distrito de Moche, Buenos Aires Centro y Buenos Aires Norte que se extiende haste el límite con el Distrito de Huanchaco. En la zona norte de esta localidad se encuentra ubicada la sede de la municipalidad del Distrito de Víctor Larco.

- Vista Alegre Localidad ubicada en la zona central del distrito tiene como vías principales a la avenida Larco avenida Huamán y la avenida Manuel Seoane. Sus principales atractivos turísticos son su La Iglesia Huamán, estilo barroco mestizo del norte peruano, y las festividades patronales del Señor de Huamán y del Señor del Mar que se celebran cada año entre mayo y junio.

- California, esta localidad tiene como vía principal a la avenida Los Ángeles. Alberga residenciales y centros comerciales.
- El Golf, esta localidad principalmente residencial se ubica en la zona sur del distrito. Alberga al Golf y Country Club de Trujillo. Tiene como vía principal a la avenida El Golf. Es la localidad donde habita la mayoría de las personas de clase media-alta de la ciudad de Trujillo.
- Santa Edelmira, esta localidad se ubica entre la avenida Larco y la avenida Huamán. Alberga al Parque Santa Edelmira y también al colegio Santa Edelmira.
- Las Hortencias de California
- San José de California
- San Pedro
- San Andrés V Etapa
- Las Palmeras del Golf
- Las Flores del Golf
- Los Jardines del Golf
- Las Palmas
- Los Sauces
- Las Flores
- Las Vegas
- Liberación Social
- Magisterial El Golf
- La Encalada del Golf
- Villa Florencia, urbanización ubicada en Buenos Aires.

| Víctor Larco                                                                                                |
| |
| Vista panorámica parcial de la zona limítrofe del distrito de Víctor Larco Herrera con el distrito Trujillo |

## Seguridad ciudadana

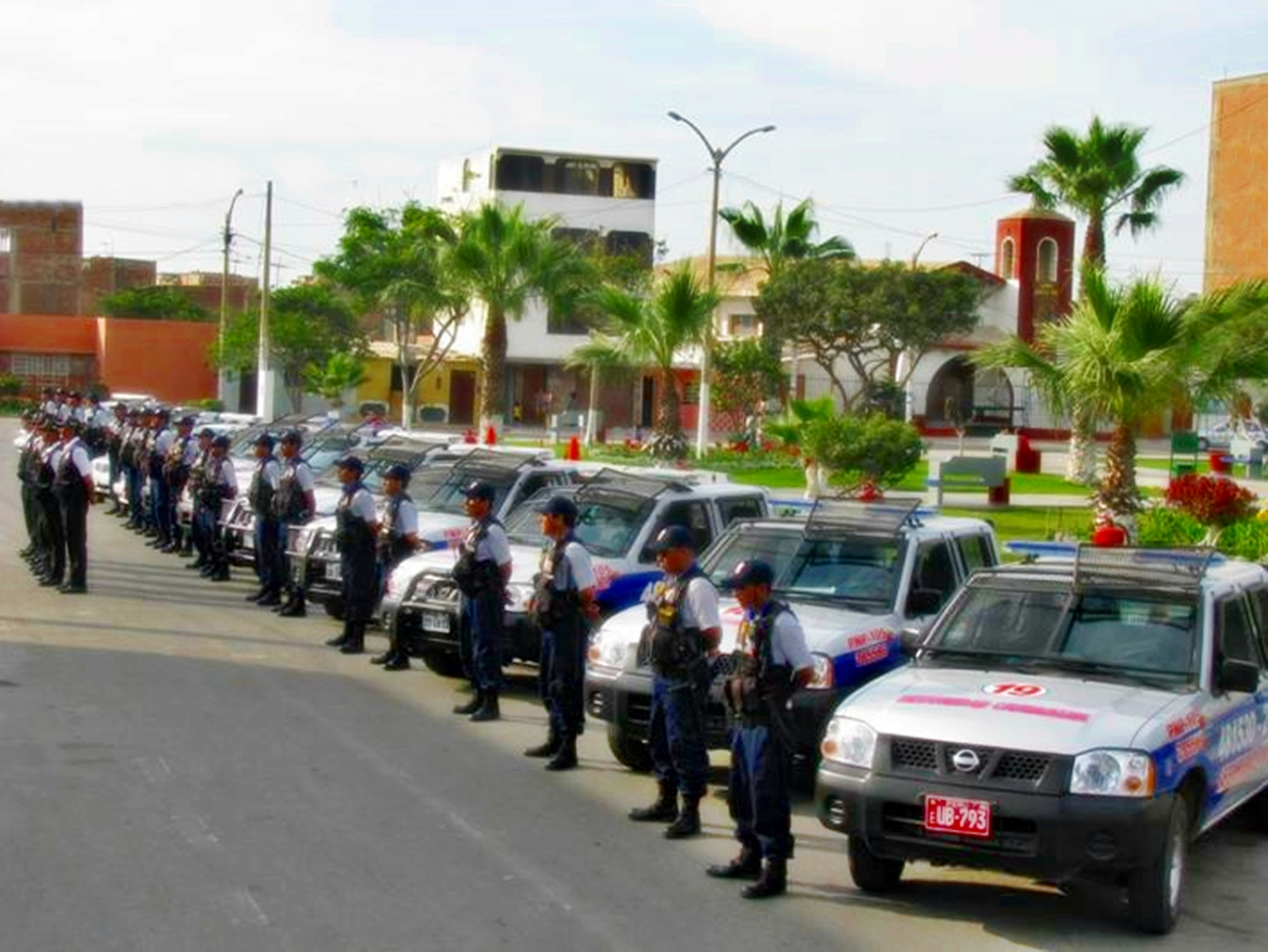
Base de Seguridad Ciudadana de Victor Larco, en el parque principal de Vista Alegre

Al igual que en las demás zonas de la ciudad de Trujillo, la seguridad de la población de Víctor Larco está bajo la responsabilidad de la Policía Nacional, que en el distrito opera principalmente desde la comisaría de Buenos Aires. A ellos se suma la labor del personal de Seguridad Ciudadana del distrito conocida como serenazgo el cual es un servicio municipal de vigilancia y seguridad pública de la Municipalidad de Víctor Larco y también contribuyen los servicios de los diversos organismos del poder judicial instalados en el distrito.
Para brindar mayor seguridad a la ciudadanía Víctor Larco posee instaladas en su jurisdicción sofisticadas cámaras de video vigilancia ubicadas en lugares estratégicos del distrito que registran los sucesos que ocurren en sus ángulos de cobertura en las zonas donde han sido instaladas estas cámaras.

## Transportes

### Avenidas principales
Algunas de las vías o avenidas más importantes de Víctor Larco son;
- Avenida Larco

Esta avenida toma su nombre del ilustre filántropo trujillano Víctor Larco Herrera, es una avenida de suma importancia a nivel del distrito y también en la ciudad de Trujillo, hacia el oeste la avenida inicia en el balneario de Buenos Aires y es de las más comerciales y visitadas del distrito; La avenida concentra gran cantidad de negocios e instituciones, a su paso alberga restaurantes muchos de tipo gourmet, tiendas y centros educativos. La avenida es una de las principales entradas al distrito de Víctor Larco para todos aquellos que vienen del noreste de la ciudad, así también se interseca con otras importantes avenidas del distrito, convirtiéndola en una arteria muy importante por lo que concentra gran cantidad de tráfico y gente. En esta avenida se ubica la sede principal de la Universidad César Vallejo, la estación de televisión  UCV Satelital, el exclusivo supermercado Wong así como el Paseo de aguas, restaurantes, bares, discotecas, boutiques, spa's, etc.
- Avenida Manuel Seoane, se extiende desde la avenida Huamán y se prolonga hasta el balneario de Buenos Aires.

- Avenida Fátima en el límite con el distrito de Trujillo hacia el norte inicia en la avenida Larco y se extiende hacia la vía de evitamiento de la ciudad. Aquí se encuentra la Parroquia Nuestra Señora de Fátima, uno de los principales templos católicos del distrito; así como también el destacado Colegio Claretiano, el centro comercial Real Plaza y la farmacia trujillana Isis.
- Avenida Los Ángeles, que se extiende desde el término de la Avenida Húsares de Junín, donde se encuentra el segundo supermercado Wong de la ciudad, farmacias como Inkafarma y Mifarma, así como también el edificio de la empresa de seguros La Positiva.

- Avenida El Golf se ubica en la urbanización el Golf, inicia en la avenida Los Ángeles.
- Avenida Dos de Mayo, nombre que toma la Vía de evitamiento, antes denominada Carretera industrial, en el distrito de Víctor Larco.

- Avenida Prolongación César Vallejo es la continuación de la Avenida César Vallejo; en la intersección de esta avenida con la avenida Fátima se ubica el Real Plaza de Trujillo.

- Avenida Prolongación Juan Pablo II, esta avenida nace de la bifurcación de un tramo de la avenida España y se prolonga hacia el distrito de Víctor Larco.

- Avenida Huamán, toma su nombre del histórico y tradicional pueblo de Santiago de Huamán, donde nace esta avenida.

- Avenida Los Paujiles, inicia en la Avenida Larco y se prolonga hacia la avenida Juan Pablo II; en la intersección de esta avenida con la avenida Larco se ubica la sede principal de la Universidad César Vallejo.

- José Faustino Sánchez Carrión, esta vía nace en la avenida Huamán y se prolonga hasta el océano Pacífico en el balneario de Buenos Aires.
- Panamericana Norte, vía de evitamiento que recorre la costa del Perú.

### Líneas de transporte público
En el distrito de Víctor Larco, circulan diversas líneas de transporte público
| Corredor                                            | Servicios                                                                                                 | Empresa encargada                            |
| --------------------------------------------------- | --- | -------------------------------------------- |
| California Larco - Los Incas - La Esperanza         | California A (M-01)                                                                                       | Empresa de Transportes California S.A.       |
| Nuevo California Larco - América - La Esperanza     | Nuevo California V (M-07) Nuevo California A (M-08) Nuevo California BC (M-09) Nuevo California B1 (M-10) | Empresa de Transportes Nuevo California S.A. |
| Corredor Rojo El Milagro - Mayorista - Buenos Aires | Línea B (M-03)                                                                                            | Esperanza Express S.A.                       |
| Buenos Aires Larco - Juan Pablo - UPN               | Virgen de la Puerta B (M-24)                                                                              | Virgen de la Puerta S.A.                     |

El Corredor California, fue la primera línea de transporte público de Trujillo y dentro del distrito de Víctor Larco, recorre la Avenida Larco, Avenida Fátima y Avenida Manuel Seoane.

## Himno a Víctor Larco
Música: Nelson Alfonso Asmat Vega
Letra: Ramiro Mendoza Sánchez
Coro
Con orgullo pronuncie su nombre
nuestra joven y cálida voz
Víctor Larco!, filántropo ilustre
para un pueblo gallardo y de honor
Estrofa I
Buenos Aires, ingresa a la historia
En la cuna del viejo Huamán,
Y transita las vicisitudes
Con trabajo, vigor, dignidad
Son testigos las huacas y pampas
Playa vieja el camino real
Las haciendas, la exigua parcela
Y la pródiga fauna del mar.
Estrofa II
Desde el ande imponente y lejano
Trae el río un mensaje vital
Se resuelve en alegres bocanas
y se tiende en el seno del mar.
El eterno vaivén de las olas.
Que nos llama al idilio y la paz
Con relentes de edénico clima
Sus ingentes tesoros nos da.
Estrofa III
Víctor Larco, pacífico pueblo
De resuelta y gentil juventud,
Se abre paso, trabaja y estudia,
Hace honor a su estirpe Chimú.
¡Que el fervor, el ensueño y la idea,
se concreten en una actitud;
Solidario civismo hasta el logro
de una meta altruista común!

## Salud
Los principales centros de salud son:
- El hospital distrital Vista Alegre, ubicado en la plaza principal de la localidad de Vista Alegre. Es un hospital administrado por el ministerio de salud del gobierno peruano.
- Policlínico de Essalud, ubicado en la avenida Larco, atiende a las personas aseguradas al sistema de seguro de salud de Essalud.

También existen centros de salud de administración privada como la Clínica Sánchez Ferrer,  etc. y diferentes consultorios médicos particulares en el distrito.

## Medios de comunicación
- UCV Satelital

Es una cadena de televisión peruana con transmisiones regulares desde 2003 y pertenece a la Universidad César Vallejo. Emite su señal desde el distrito de Víctor Larco y algunos de sus programas se ven en otras ciudades a través de sus respectivas filiales. Este canal de televisión está ubicado en la cuadra 17 de la avenida Larco frente a la universidad César Vallejo.
- Red Radio Integridad

Es una emisora cristiana evangélica bajo la cobertura de la Iglesia Bautista de Fe. Emite su señal desde el distrito de Víctor Larco Herrera en la frecuencia 105.7 de la FM. Esta emisora se encuentra en Los Algarrobos 430 en la Urb. California.

## Deportes
Algunos de los deportes más practicados en Víctor Larco son el vóley, el baloncesto, la natación, karate, etc. los deportes más seguidos y practicados son el fútbol y el vóley. Cada año se desarrolla en el distrito un torneo de fútbol con la participación de clubes locales.
Entre los escenarios deportivos de Víctor Larco se encuentran:
- Complejo Deportivo Golf y Country Club, es uno de los clubs con infraestructura para diversas disciplinas deportivas. Cuenta con cancha de golf de 16 hoyos, campo de tenis de arcilla, campo de paleta de frontón, campo de fútbol, cancha de básquet, campo de vóley, bochas, salón de gimnasio y aeróbicos, salón de billas y billar, salón de judo, una piscina semi olímpica, etc.

- Estadio Vista Alegre, se ubica en la localidad de Vista Alegre y es uno de los escenarios donde se desarrollan la liga distrital de fútbol de Víctor Larco.

- Coliseo Municipal, se ubica en la avenida Larco.

- La Villa Vallejiana es el lugar de concentración del club deportivo de fútbol profesional Universidad César Vallejo. Se ubica en la localidad denominada La Encalada.

## Personajes y residentes notables
- César Acuña Peralta

Es el fundador y actual presidente del partido político Alianza para el Progreso, exalcalde de la ciudad de Trujillo, fue Congresista de la República del Perú desde 2001 hasta 2006. En su vida empresarial cabe resaltar que es el fundador de la Universidad César Vallejo de Trujillo con sedes en Piura, Chiclayo, Chimbote, Tarapoto, Lima Norte, Lima Este, Huaraz y Moyobamba. Además es fundador de la Universidad Señor de Sipán de Chiclayo.
- Víctor Felipe Calderón Valeriano

AP|Víctor Felipe Calderón Valeriano
Conocido también como Víctor "El Chino Calderón", es un impulsor del baile de la marinera en Víctor Larco y en Trujillo. Lleva más de 42 años dedicado por completo al cultivo de la marinera y enseñando a personas de diferentes partes de la región y del país la cultura viva de la ciudad de Trujillo. En la localidad de Buenos Aires Norte se encuentra el Centro Cultural de Marinera Chino Calderon que es una academia donde Víctor El Chino Calderón aún cultiva el baile de la marinera con la participación de alumnos de diferentes partes de la ciudad y del país.
- Róger David Torres Mendoza

Nació un 26 de enero en el balneario de Buenos Aires, y en enero del año 2012 fue nombrado por el Ministerio del Interior del gobierno peruano como jefe de la Dirección Territorial Policial de La Libertad (Dirtepol) con sede en la ciudad de Trujillo.

### Multimedia
- Wikimedia Commons alberga una galería multimedia sobre Víctor Larco Herrera.
- Galería fotográfica de Víctor Larco Herrera por Panoramio, incluye información geográfica de varios autores.

- Datos: Q56835
- Multimedia: Victor Larco Herrera District / Q56835